# Motors (émission de radio)
Motors était une émission de radio présentée par Jean-Luc Roy sur RMC entre mai 2002 et août 2019.

## Principe
Pendant d'Automoto pour la radio, l'émission est diffusée chaque dimanche entre 13h et 14h et revient sur l'actualité des sports mécaniques (Formule 1, Formule 2, Moto GP, WRC, WTCC, etc.) avec des invités et des confrères.

## Historique
À ses débuts, l'émission s'appelait Moteur avant de devenir Motors en 2005. 
Depuis 2007, l'émission alternance les présentateurs entre Jean-Luc Roy, Laurent-Frédéric Bollée, Marc Minari, Xavier Richefort ou Patrick Rivet qui sont tous des journalistes de Motors TV.
Les intervenants fréquents sont Rodolphe Coiscaud (spécialiste moto de RMC Sport), Éric Briquet (spécialiste auto d'Auto Hebdo et RMC Sport) ou Patrick Tambay (consultant F1 de RMC Sport).
En 2017, Adrien Tambay remplace son père Patrick en tant que consultant.
À partir de 2018, l'émission est également diffusée en simultané à la télévision sur RMC Sport News.
Le 4 août 2019, la dernière émission est diffusée. Un total d'environ 860 émissions ont été diffusées selon Jean-Luc Roy.

## Partenariat
L'émission est parrainée et sponsorisée par la chaîne de télévision internationale Motors TV dont le président est Jean-Luc Roy.